# Tridentinischer Ritus
Die in den 1970er Jahren aufgekommene Sammelbezeichnung tridentinischer Ritus (auch tridentinische Liturgie) bezeichnet in nichtamtlicher Terminologie die Gesamtheit der gottesdienstlichen Feiern des römischen Ritus nach dem Konzil von Trient, dem Tridentinum, bis zur Liturgiereform des Zweiten Vatikanischen Konzils. „Die nachtridentinisch reformierten Bücher erneuerten nicht die altrömische Tradition, sondern fixierten eine Spätform der hybriden Mischliturgie des westlichen Mittelalters“.

## Bedeutungen
Im Einzelnen kann unter „Tridentinischer Ritus“ sehr Verschiedenes verstanden werden:
- Die historische Liturgie nach Papst Pius V., wie sie in den Originalausgaben der nach dem Trienter Konzil zwischen 1568 und 1615 veröffentlichten liturgischen Bücher kodifiziert ist („1570er Ritus“). Sie war in der katholischen Kirche des 20. Jahrhunderts nicht mehr in Gebrauch und ist in den letzten Jahren allenfalls sehr vereinzelt wieder aufgegriffen worden, nicht aber in der Priesterbruderschaft St. Pius X. oder durch die in voller Einheit mit dem Papst stehenden Altritualisten.
- Die im 20. Jahrhundert u. a. durch die Brevierreform unter Papst Pius X. sowie die Liturgiereform unter Papst Pius XII., hier besonders im Bereich der Kar- und Ostergottesdienste, in der Ordinationsliturgie (Bischofsweihe) sowie durch Einfügung einer Neuübersetzung des Psalters in das Brevier veränderte Gestalt. Sie wird von den meisten Sedisvakantisten akzeptiert.
- Die darauf aufbauende Liturgie von 1962 (lateinisch Liturgia Piana, „Pianische Liturgie“), d. h. Feiern mit jenen liturgischen Büchern, die im Jahre 1962 unter Papst Johannes XXIII. in Kraft und in Gebrauch waren. Dieser „1962er-Ritus“ wird von den meisten sonstigen Altritualisten, darunter der Priesterbruderschaft St. Pius X., akzeptiert und ist in den sogenannten „Ecclesia-Dei Gemeinschaften“, etwa der Priesterbruderschaft St. Petrus und dem Institut Christus König und Hohepriester, die Regel. Im Statut des Institut du Bon Pasteur wird er (missverständlich) als „Gregorianische Liturgie“ bezeichnet. Papst Benedikt XVI. hat die Liturgie von 1962 mit einigen Ausnahmen als Sonderbrauch (usus extraordinarius) innerhalb des gegenwärtig gepflegten römischen Ritus anerkannt und ihre Benutzung unter bestimmten Bedingungen erlaubt. Ein analoger Sonderbrauch besteht im sog. Anglican Use, d. h. für die mit dem Papst unierten Anglikaner. Am Missale Romanum von 1962 ließ Papst Benedikt XVI. einige wenige Veränderungen vornehmen; dies betraf die Karfreitagsfürbitte für die Juden, zusätzliche Präfationen und neue Heiligengedenktage. Sie wurden 2020 unter Papst Franziskus zum Abschluss gebracht.

„Tridentinische Liturgie“ und „tridentinischer Ritus“ bezeichnen demnach eine Periode innerhalb der geschichtlichen Entwicklung des römischen Ritus und seiner liturgischen Bücher. Insofern besteht ein tiefgreifender Unterschied gegenüber dem, was z. B. als byzantinischer Ritus oder ambrosianischer Ritus bezeichnet wird. In diesem Fall meint „Ritus“ den Gottesdienst eines bedeutenden Teils der Weltkirche im wechselhaften Verlauf seiner ganzen Geschichte. Solchen Teilkirchen-Riten erkannte das Zweite Vatikanische Konzil „gleiches Recht und gleiche Ehre“ (SC 3f) mit dem römischen Ritus zu, den die konziliare Liturgiekonstitution Sacrosanctum Concilium in ihren Reformbeschlüssen behandelt. Hingegen war es das erklärte Ziel der durch das Konzil beschlossenen allgemeinen Liturgiereform, den „anerkannt reformbedürftigen tridentinischen Ritus“ durch eine revidierte und erneuerte Gestalt des römischen Ritus zu ersetzen. Die dafür unter Papst Paul VI. ab 1965 veröffentlichten neuen liturgischen Ordnungen und Bücher traten demnach nicht neben, sondern an die Stelle der veralteten Ausgaben; dieses Verfahren war durch die Päpste Pius X., Pius XII. und Johannes XXIII. vorgebildet. Zur Markierung des sachlichen und rechtlichen Unterschieds wird die Liturgie von 1962 von Papst Benedikt XVI. und dem Vatikan offiziell als usus antiquior („älterer Brauch“) bzw. antiqua forma („alte Form“) der Römischen Liturgie bezeichnet, nicht hingegen als eigener „Ritus“ bewertet.

## Die gemäß Beschluss des Tridentinums veröffentlichten liturgischen Bücher (Erstausgaben)
- Breviarium Romanum. Editio princeps 1568
- Missale Romanum. Editio princeps 1570.
- Martyrologium Romanum. Editio princeps 1584.
- Pontificale Romanum. Editio princeps 1595/96.
- Caeremoniale Episcoporum. Editio princeps 1600.
- Rituale Romanum. Editio princeps 1614 (der Druck einer ersten Fassung wurde 1584 abgebrochen).
- Graduale de Tempore iuxta Ritum Sacrosanctae Romanae Ecclesiae. Editio princeps 1614.
- Graduale de Sanctis iuxta Ritum Sacrosanctae Romanae Ecclesiae. Editio princeps 1614/15.

- Memoriale Rituum. Editio princeps 1725.

Zur Förderung von Liturgiekatechese und Predigt wurde der Catechismus Romanus, Editio princeps 1566, veröffentlicht.

## Die 1962 gültigen liturgischen Bücher
- Pontificale Romanum. Editio typica 1961–1962.
- Missale Romanum. Editio typica 1962.
- Breviarium Romanum. Editio typica 1962.
- Caeremoniale Episcoporum. Editio typica 1886.
- Rituale Romanum. Editio typica 1952.
- Martyrologium Romanum. Editio typica 1956.